# Appendorf (Wüstung)
Appendorf hießen zwei südlich von Ottersleben bei Magdeburg gelegene Dörfer.
Es waren auch die Bezeichnungen Abbendorf und Apendorf gebräuchlich.

## Lage

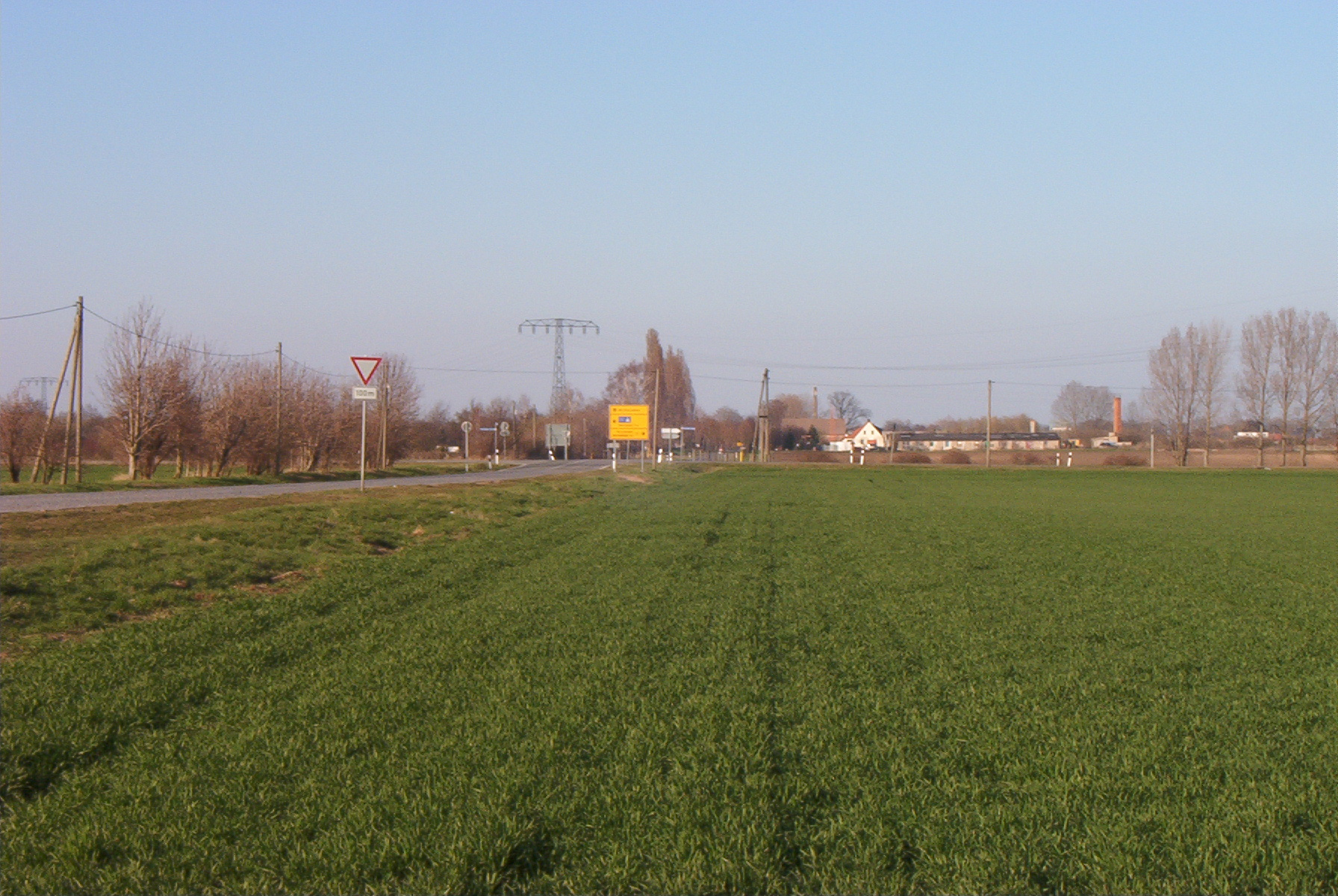
Lage der westlichen Wüstung Appendorf

Einer der Orte befand sich direkt östlich an der von Ottersleben kommenden, über Langenweddingen in Richtung Halberstadt führenden, Heerstraße, der späteren Magdeburger Straße Halberstädter Chaussee. Er lag deutlich südlich des Wasserlaufs Kleiner Wiesengraben, in etwa südöstlich der heutigen Kreuzung Halberstädter Chaussee/Osterweddinger Chaussee im Gebiet der Stadt Magdeburg. Geographische Lage (geschätzt nach der Karte von Prof. Dr. Gustav Reischel): 52° 4′ 36″ N, 11° 33′ 32″ O. Die Dorfstätte wurde später auch als Anger an der Chaussee und kurze Enden bezeichnet.

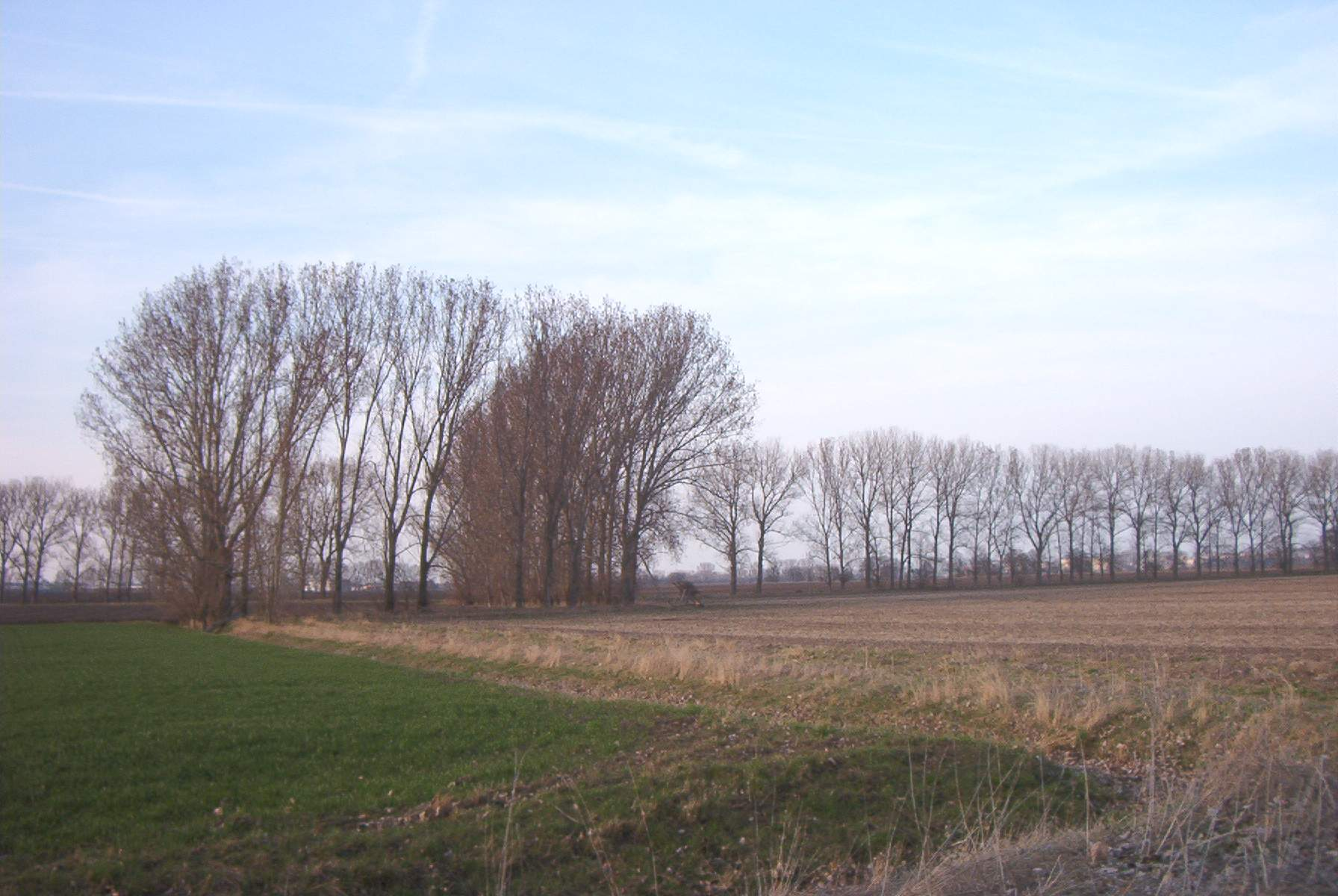
Lage der östlichen Wüstung Appendorf

Der zweite Ort befand sich hiervon in südöstlicher Richtung, etwas östlich der Osterweddinger Straße, südlich des Großen Wiesengraben im nördlichen Teil der alten Feldmark von Osterweddingen. Geographische Lage (geschätzt nach der Karte von Prof. Dr. Gustav Reischel): 52° 4′ 0″ N, 11° 34′ 54″ O. Die Dorfstätte wurde auch als Anger und Häber in Appendorf bezeichnet.

## Geschichte
Erstmals erwähnt werden die Ortschaften als Besitz der Moritzkirche in den Jahren zwischen 937 und 946. Von 1145 bis 1209 werden die Orte, zunächst nur das westliche Appendorf, als Eigentum des Klosters Berge genannt. 1209 bestätigte Papst Innozenz III. beide Orte Appendorf, neben diversen weiteren Orten der Region, als Eigentum des Klosters Berge. Während für Appendorf-Ost als Zehntherr das Erzstift Magdeburg bestand, dürfte Appendorf-West vermutlich bereits seit dem 10. oder 11. Jahrhundert dem Zehntrecht des Klosters Berge unterstanden haben. Appendorf-West dürfte auch über eine Kirche verfügt haben. Zumindest bestand als Flurname der Kirchhof, was auf eine Pfarrkirche schließen lässt.
Beide Orte sind gegen Ende des 15. Jahrhunderts wüst geworden. 1479 werden noch 14 Höfe und die Mühle zu (vor) Abbendorf genannt. Die Mühle, vermutlich eine Wassermühle, stand im Eigentum des Klosters Berge und war als Lehnmühle vergeben. Sie wird jedoch im Lehnbuch des Klosters von 1496 nicht mehr erwähnt. Es wird vermutet, dass sie bereits 1479 nicht mehr in Betrieb war. 1536 wird Dr. Emeran Siering mit 1½ Hufen und einem wüsten Hofe auf dem Großen Ottersleber Felde von Johann von der Asseburg belehnt. Da in der Feldmark von Groß Ottersleben laut Reischel keine weitere Wüstung vorhanden ist, so kann sich diese Angabe nur auf das wüste Abbendorf beziehen. 1684 wird als Eigentümer des Abbendorfer Garbenzehnt der Magdeburger Bürgermeister Stephan von Lentke verzeichnet. Die Bauern von Osterweddingen brachten hierfür 12 Thaler auf.
Die Feldflure beider Dörfer wurden dann überwiegend Ottersleben, zum Teil auch Osterweddingen angegliedert.
An die Existenz der Orte erinnert die Benennung der Appendorfer Straße im heute zu Magdeburg gehörenden Ottersleben.

## Quelle
- Gustav Reischel: Geschichtliche Karte der Kreise Wolmirstedt und Wanzleben. Graphische Kunst-Anstalt Louis Koch, Halberstadt 1912, (1:100.000).
- Christof Römer: Das Kloster Berge bei Magdeburg und seine Dörfer 968–1565. Ein Beitrag zur Geschichte des Erzstiftes Magdeburg. Vandenhoeck & Ruprecht, Göttingen 1970, (Veröffentlichungen des Max-Planck-Instituts für Geschichte 30), (Studien zur Germania Sacra 10), (Zugleich: Berlin, FU, Diss., 1967).